# Edgar Castonier
Edgar Oscar Nonus Castonier (født 11. november 1866 i Varde, død 13. oktober 1934) var en dansk officer, bror til Hakon Castonier.
Han var søn af major og toldinspektør Daniel Castonier (død 1872) og hustru født Hollensted (død 1912), blev sekondløjtnant 1886 og premierløjtnant samme år, kaptajn 1901, var adjutant hos kong Christian IX og kong Frederik VIII 1904-09, blev oberstløjtnant 1909 og oberst 1913. 1913-17 var han chef for Generalstabens taktiske afdeling, var 1916-18 militærattaché ved gesandtskabet i Berlin, blev generalmajor 1918 og var chef for Generalstaben 1918-19, blev chef for 2. division 1919, men måtte tage afsked 1921 på grund af svigtende helbred.
Castonier var i sit otium medlem af bestyrelsen for og sekretær for Det Kongelige Danske Geografiske Selskab fra 1924 til 1931 samt redaktør for Geografisk Tidsskrift.
Han var tillige kammerjunker, Kommandør af 2. grad af Dannebrog, Dannebrogsmand og bar en lang række andre ordener.
Han blev gift 6. november 1893 med Adelaide Wildenradt (5. september 1868 i København – 1925), datter af kaptajn, kammerjunker Wildenradt (død 1884) og hustru født Rodenburg (1885).